# Janusz Ziółkowski
Janusz Aleksander Ziółkowski (ur. 6 kwietnia 1924 w Sosnowcu, zm. 5 kwietnia 2000 w Poznaniu) – polski socjolog, profesor nauk humanistycznych, działacz społeczny, senator I kadencji, w latach 1992–1995 szef Kancelarii Prezydenta RP.

## Życiorys

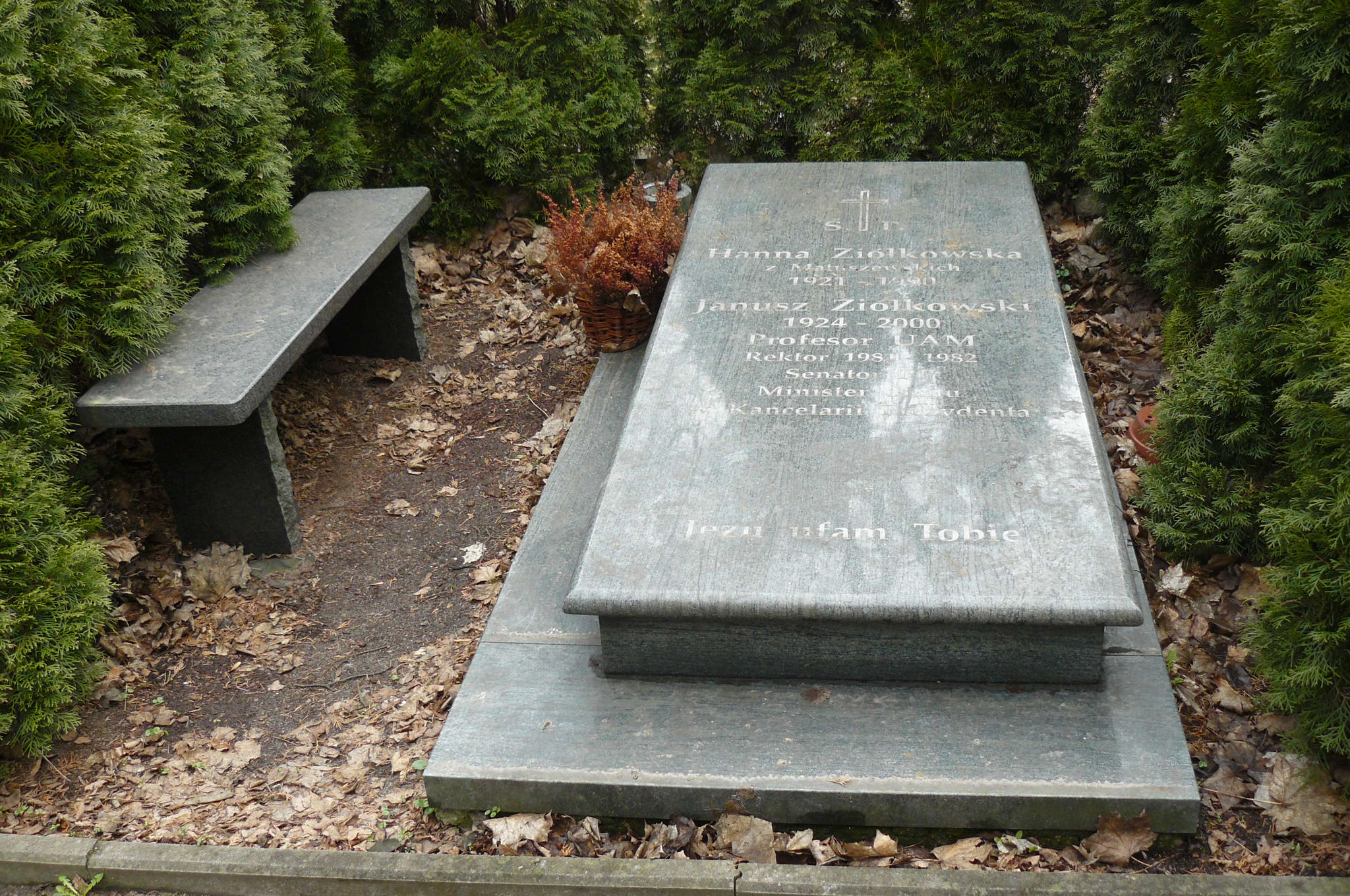
Grób Janusza Ziółkowskiego na cmentarzu Zasłużonych Wielkopolan

W latach 1936–1939 uczył się w Liceum Ogólnokształcącym im. Bolesława Prusa w Sosnowcu. Maturę zdał wiosną 1945 w IV Liceum Ogólnokształcącym im. Stanisława Staszica w Sosnowcu. Był absolwentem Uniwersytetu Poznańskiego oraz London School of Economics and Political Science. Po II wojnie światowej rozpoczął pracę w Miejskiej Radzie Narodowej w Poznaniu.
W 1956 został adiunktem na Wydziale Filozoficzno-Historycznym UAM. W 1972 uzyskał tytuł profesora nauk humanistycznych. Pracował na placówkach UNESCO w Nowym Delhi i Paryżu, w Radzie Europy. W 1981 został demokratycznie wybrany na rektora Uniwersytetu im. Adama Mickiewicza w Poznaniu, jednak już w następnym roku został usunięty z tego stanowiska przez ówczesne władze komunistyczne.
W 1989 brał po stronie „Solidarności” udział w obradach Okrągłego Stołu w podzespole do spraw nauki, oświaty i postępu technicznego. Był członkiem Komitetu Obywatelskiego przy Lechu Wałęsie. W wyborach parlamentarnych został senatorem I kadencji z ramienia KO. Zasiadał w Obywatelskim Klubie Parlamentarnym. W latach 1991–1992 był sekretarzem stanu do spraw stosunków międzynarodowych w Urzędzie Rady Ministrów (poprzednik KPRM), od 1 listopada 1991 był p.o. szefa Kancelarii Prezydenta, a od 17 marca 1992 do 11 maja 1995 szefem tego urzędu.
Zmarł 5 kwietnia 2000 w Poznaniu, gdzie został pochowany na cmentarzu Zasłużonych Wielkopolan.

## Publikacje
Janusz Ziółkowski był autorem około 130 prac naukowych z dziedzin takich jak socjologia miasta, rozwój gospodarczy, religia, demografia. Opublikował m.in.:
- Sosnowiec – drogi i czynniki rozwoju miasta przemysłowego (1960),
- Urbanizacja, miasto, osiedle (1965),
- Poznań – społeczno-przestrzenne skutki industrializacji (red.; 1967),
- Socjologia i planowanie społeczne (red.; 1972),
- Czym jest dla Ciebie miasto Poznań? (red.; 1984).

## Odznaczenia i wyróżnienia
- Krzyż Wielki Orderu Odrodzenia Polski (1995)[7]
- Komandor Legii Honorowej (Francja)[8]
- Krzyż Wielki Orderu Zasługi RFN (Niemcy)[8]
- Tytuł honorowego obywatela Poznania (1993)[9] i Sosnowca (1992)[10]

## Upamiętnienie
W 2013 jego imieniem nazwano skwer u zbiegu ulic Marcelińskiej, Grochowskiej i Rycerskiej w Poznaniu na Grunwaldzie, a w 2014 na skwerze odsłonięto upamiętniający go obelisk z piaskowca autorstwa profesor Hanny Ograbisz-Krawiec.

## Życie prywatne
Mąż Hanny z domu Matuszewskiej, ojciec pięciorga dzieci, w tym Adama i Marka Ziółkowskiego.